# Eparquia ortodoxa sèrbia de Buenos Aires

L'actual jurisdicció territorial de l'eparquía.

L'eparquia de Buenos Aires (en serbi cirílic: Епархија буеносајреска), també coneguda com l'eparquia de Buenos Aires i de Amèrica del Sud i Central (en serbi cirílic: Епархија буеносајреска и јужно-централноамеричка) és una seu de l'Església Ortodoxa Sèrbia a Buenos Aires, Argentina. La data de fundació va ser el 26 de maig de 2011, segon la decisió del Sant Sínode de l'Església Ortodoxa Sèrbia en la sessió regular de maig.
Actualment està regida per l'administrador jeràrquic Amfilohije Radović, el bisbe metropolitan de la metròpoli de Montenegro i el Litoral i Arquebisbe de Cetinje.
El 13 d'octubre de 2012, va ser la primera reunió del consell d'administració de l'eparquia a Buenos Aires, baixo l'actual presidència de la jerarquia.